# 钱江源国家公园
浙江钱江源国家公园是一个位于中国浙江省开化县的国家公园， 与安徽省休宁县和江西省婺源县、德兴市毗邻，总面积252平方公里，成立于2016年6月。该国家公园包括古田山国家级自然保护区、钱江源国家级森林公园、钱江源省级风景名胜区以及连接自然保护地之间的生态区域。旨在有效保护钱塘江水源地、中亚热带低海拔常绿阔叶林自然生态系统（重点保护甜槠、木荷和青冈栎），以及当地的白颈长尾雉、黑麂等濒危物种及其栖息地。
公园设置4个功能分区：
- 核心保护区：包括古田山国家级自然保护区的核心区和缓冲区, 钱江源国家森林公园的特级保护区和一级保护区, 主要保护钱江源流域及长江水系、动植物资源和生态环境
- 生态保育区：包括古田山国家级自然保护区实验区的大部分、钱江源国家森林公园部分以及连接两处保护地的齐溪、何田、长虹、苏庄等的部分林地,作为核心保护区的生态屏障，以强化保护和自然恢复为主，开展科学研究和科普活动
- 游憩展示区：包括古田山、齐溪、长虹、何田的主要景点和部分居民区，旅游和科普用途
- 传统利用区：包括长虹、何田东部区域，保存传统农林业特有文化及其遗存物及其可持续发展

## 地理
公园属于白际山脉，最低点位于苏庄镇双溪口, 海拔170米；最高点位于石耳山，海拔1260米。公园范围内共有苏庄、长虹、何田、齐溪4个乡镇的19个行政村和72个自然村, 2017年总人口9,744人。
植被类型沿海拔梯度依次为中亚热带常绿阔叶林、常绿落叶阔叶混交林、针阔叶混交林、针叶林、亚高山湿地。植物区系以华东植物区系为主。在动物地理区划上属于东洋界中印亚界华中区东部丘陵平原亚区。
公园有动植物物种2,230种, 其中黑麂、白颈长尾雉、亚洲黑熊等中国国家重点保护动物34种；香果树、野含笑、紫茎等32种珍稀濒危植物。